# Neholopterus
Neholopterus é um gênero de coleóptero da tribo Holopterini (Cerambycinae); compreende quatro espécies, com ocorrência apenas na Argentina.

## Sistemática
- Ordem Coleoptera
  - Subordem Polyphaga
    - Infraordem Cucujiformia
      - Superfamília Chrysomeloidea
        - Família Cerambycidae
          - Subfamília Cerambycinae
            - Tribo Holopterini
              - Gênero Neholopterus (Martins & Monné, 1998)
                - Neholopterus antarcticus (Aurivillius, 1910)
                - Neholopterus ochraceus (Bruch, 1918)
                - Neholopterus reedi (Bruch, 1918)
                - Neholopterus richteri (Bruch, 1918)